# Гімн Республіки Китай
«Національний гімн Китайської Республіки» з 1937 року є гімном Китайської Республіки (Тайвань). Він описує, як за допомогою трьох народних принципів можуть бути досягнуті надії держави і народу. Неофіційно пісню іноді називають «San Min Chu-i» або «Трьома народними принципами».

## Історія
Текст Національного гімну був написаний спільно декількома членами партії Гоміньдан.
24 березня 1930 року численні члени партії запропонували використовувати рядки як національний гімн. Створений Науково-дослідницький комітет схвалив це 3 червня 1937 року.

## Слова
| Традиційна китайська | Спрощене письмо |
| --- | --- |
| 三民主義，吾黨所宗； 以建民國，以進大同。 咨爾多士，為民前鋒； 夙夜匪懈，主義是從。 矢勤矢勇，必信必忠； 一心一德，貫徹始終。 | 三民主义，吾党所宗； 以建民国，以进大同。 咨尔多士，为民前锋； 夙夜匪懈，主义是从。 矢勤矢勇，必信必忠； 一心一德，贯彻始终。 |

### Переклад
- Три народні принципи — ось наша головна мета,
- За допомогою їх, ми створюємо Республіку,
- Втілюючи їх в життя, ми досягаємо загальної рівності.
- Просимо поради у найдостойніших: адже вони — авангард нашого народу.
- Невпинно, вдень і вночі, дотримуємося принципів.
- Клянемося служити, клянемося бути хоробрими, і, безсумнівно [наша] вірність викликає повну довіру.
- Наші помисли єдині — від початку і до кінця.